# Tina Erzar
Tina Erzar, slovenska smučarska skakalka, * 4. januar 2008.
Erzarjeva je članica kluba SSK Ihan. 3. januarja 2024 je debitirala na kvalifikacijah v svetovnem pokalu, ko v Beljaku ni uvrstila na tekmo. 27. januarja se je prvič uvrstila na tekmo na Ljubnem in se s 17. mestom prvič uvrstila med dobitnice točk svetovnega pokala. Leta 2024 je v Planici postala svetovna mladinska prvakinja na posamični in ekipni tekmi ter osvojila srebrno medaljo na tekmi mešanih ekip. V sezoni 2023/24 je osvojila skupno zmago v prvi izvedbi medcelinskega pokala s petimi zmagami in enim drugim mestom.